# جاکسون (بازیکن فوتبال)
جاکسون (به پرتغالی: Jackson Coelho Silva) هافبک اهل برزیل است که در شهر Codó و در تاریخ ۲۳ مارس ۱۹۷۳ به دنیا آمده‌است.
جاکسون در تیم‌های فوتبال Maranhão سابقهٔ حضور دارد.